# Coubjours
Coubjours is een gemeente in het Franse departement Dordogne (regio Nouvelle-Aquitaine) en telt 150 inwoners (2005). De plaats maakte deel uit van het arrondissement Périgueux. Na de aanpassing van de arrondissementsgrenzen vanaf 2017 door het arrest van 30 december 2016 behoort zij tot het arrondissement Sarlat-la-Canéda.

## Geografie
De oppervlakte van Coubjours bedraagt 9,7 km², de bevolkingsdichtheid is 15,5 inwoners per km².
De onderstaande kaart toont de ligging van Coubjours met de belangrijkste infrastructuur en aangrenzende gemeenten.

## Demografie
Onderstaande figuur toont het verloop van het inwonertal (bron: INSEE-tellingen).